# 帕夫洛·尚德魯克
帕夫洛·費奧法諾維奇·尚德魯克（羅馬化：Pavlo Feofanovych Shandruk；1889年2月28日—1979年2月15日），烏克蘭人民共和國军队将军，波蘭陸軍上校。第二次世界大战结束时在納粹德國的指挥下与苏联作战的一支军事力量—乌克兰国民军杰出将领